# Campionato caraibico di calcio 1979
Il Campionato caraibico di calcio 1979 (CFU Championship 1979) fu la seconda edizione del Campionato caraibico di calcio (successivamente chiamata Coppa dei Caraibi), competizione calcistica per nazione organizzata dalla CFU. La competizione si svolse in Suriname dall'11 novembre al 18 novembre 1979 e vide la partecipazione di quattro squadre: Haiti, Saint Vincent e Grenadine, Suriname e Trinidad e Tobago.
La CFU organizzò questa competizione come CFU Championship dal 1978 al 1988; dal 1989 al 1990 sotto il nome di Caribbean Championship; dall'edizione del 1991 a quella del 1998 cambiò nome e divenne Shell Caribbean Cup; le edizioni del 1999 e del 2001 si chiamarono Caribbean Nations Cup; mentre dal 2005 al 2014 la competizione si chiamò Digicel Caribbean Cup; nell'edizione del 2017 il suo nome è stato Scotibank Caribbean Cup.

## Formula
- Qualificazioni

Suriname (come paese ospitante) è qualificato automaticamente alla fase finale. Rimangono 16 squadre, divise in tre turni di qualificazione. Giocano partite di andata e ritorno, le prime tre classificate si qualificano alla fase finale.
- Fase finale

Girone unico di 4 squadre, giocano partite di sola andata. La vincente si laurea campione CFU.

## Squadre partecipanti
| Pr. | Squadra                   | Data di qualificazione certa | Partecipante in quanto                                         | Partecipazioni precedenti al torneo | Ultima presenza        |
| --- | ------------------------- | ---------------------------- | -------------------------------------------------------------- | ----------------------------------- | ---------------------- |
| 1   | Suriname                  | -                            | Rappresentativa della nazione organizzatrice della fase finale | 1 (1978)                            | Trinidad e Tobago 1978 |
| 2   | Trinidad e Tobago         | 6 ottobre 1979               | Vincente del Terzo Turno della fase finale di qualificazione   | 1 (1978)                            | Trinidad e Tobago 1978 |
| 3   | Saint Vincent e Grenadine | 14 ottobre 1979              | Vincente del Terzo Turno della fase finale di qualificazione   | -                                   | Esordiente             |
| 4   | Haiti                     | 2 novembre 1979              | Vincente del Terzo Turno della fase finale di qualificazione   | 1 (1978)                            | Trinidad e Tobago 1978 |

Nella sezione "partecipazioni precedenti al torneo", le date in grassetto indicano che la nazione ha vinto quella edizione del torneo, mentre le date in corsivo indicano la nazione ospitante.

## Fase finale

### Girone unico
| Paramaribo 11 novembre 1979 | Haiti | 1 – 0 | Trinidad e Tobago |  |

| Paramaribo 12 novembre 1979 | Suriname | 2 – 3 | Saint Vincent e Grenadine |  |

| Paramaribo 14 novembre 1979 | Haiti | 3 – 1 | Saint Vincent e Grenadine |  |

| Paramaribo 15 novembre 1979 | Suriname | 3 – 0 | Trinidad e Tobago |  |

| Paramaribo 17 novembre 1979 | Saint Vincent e Grenadine | 2 – 1 | Trinidad e Tobago |  |

| Paramaribo 18 novembre 1979 | Haiti | 1 – 0 | Suriname |  |

| Pos | Squadra                   | P.ti | G | V | N | P | GF | GS | DR |
| --- | ------------------------- | ---- | - | - | - | - | -- | -- | -- |
| 1   | Haiti                     | 6    | 3 | 3 | 0 | 0 | 5  | 1  | +4 |
| 2   | Saint Vincent e Grenadine | 4    | 3 | 2 | 0 | 1 | 6  | 6  | 0  |
| 3   | Suriname                  | 2    | 3 | 1 | 0 | 2 | 5  | 4  | +1 |
| 4   | Trinidad e Tobago         | 0    | 3 | 0 | 0 | 3 | 1  | 6  | -5 |